# آنتونی گودمن (مورخ)
آنتونی گودمن (انگلیسی: Anthony Goodman; ۱ ژانویهٔ ۱۹۳۶ – ۳ اکتبر ۲۰۱۶) تاریخ‌نگار اهل بریتانیا بود. وی استاد ممتاز انگلیسی مطالعات قرون وسطی و رنسانس در دانشگاه ادینبرو به شمار می‌رفت. رشته اصلی و مورد علاقه وی دوران اواخر قرون وسطای انگلستان بود. از گودمن چندین کتاب با موضوع جان گانت و جنگ رزها منتشر گردیده.